# Marignac-en-Diois
Pour les articles homonymes, voir Marignac.
Marignac-en-Diois est une commune française située dans le département de la Drôme en région Auvergne-Rhône-Alpes.

## Géographie

### Localisation
La commune de Marignac-en-Diois est située au nord-ouest de Die.

### Relief et géologie
Sites particuliers :
- montagne de Desse (890 m)[1] ;
- col de Marignac (panorama)[1].

### Hydrographie
Le Ruisseau de Marignac prend sa source sur la commune puis s'écoule vers Die

### Climat
Pour des articles plus généraux, voir Climat d'Auvergne-Rhône-Alpes et Climat de la Drôme.
En 2010, le climat de la commune est de type climat des marges montargnardes, selon une étude du CNRS s'appuyant sur une série de données couvrant la période 1971-2000. En 2020, Météo-France publie une typologie des climats de la France métropolitaine dans laquelle la commune est exposée à un climat de montagne ou de marges de montagne et est dans la région climatique  Alpes du sud, caractérisée par une pluviométrie annuelle de 850 à 1 000 mm, minimale en été. 
Pour la période 1971-2000, la température annuelle moyenne est de 10,8 °C, avec une amplitude thermique annuelle de 17,1 °C. Le cumul annuel moyen de précipitations est de 1 075 mm, avec 9,2 jours de précipitations en janvier et 5,7 jours en juillet. Pour la période 1991-2020, la température moyenne annuelle observée sur la station météorologique de Météo-France la plus proche, sur la commune de Die à 6 km à vol d'oiseau, est de 11,9 °C et le cumul annuel moyen de précipitations est de 939,1 mm,. Pour l'avenir, les paramètres climatiques de la commune estimés pour 2050 selon différents scénarios d'émission de gaz à effet de serre sont consultables sur un site dédié publié par Météo-France en novembre 2022.

### Voies de communication et transports
Le territoire de la commune est traversé par une seule route la RD543a.

## Urbanisme

### Typologie
Au 1er janvier 2024, Marignac-en-Diois est catégorisée commune rurale à habitat dispersé, selon la nouvelle grille communale de densité à 7 niveaux définie par l'Insee en 2022.
Elle est située hors unité urbaine. Par ailleurs la commune fait partie de l'aire d'attraction de Die, dont elle est une commune de la couronne,. Cette aire, qui regroupe 27 communes, est catégorisée dans les aires de moins de 50 000 habitants,.

### Occupation des sols
L'occupation des sols de la commune, telle qu'elle ressort de la base de données européenne d’occupation biophysique des sols Corine Land Cover (CLC), est marquée par l'importance des forêts et milieux semi-naturels (79,5 % en 2018), une proportion identique à celle de 1990 (79,5 %). La répartition détaillée en 2018 est la suivante : 
forêts (68,8 %), zones agricoles hétérogènes (20,5 %), milieux à végétation arbustive et/ou herbacée (8,2 %), espaces ouverts, sans ou avec peu de végétation (2,5 %). L'évolution de l’occupation des sols de la commune et de ses infrastructures peut être observée sur les différentes représentations cartographiques du territoire : la carte de Cassini (XVIIIe siècle), la carte d'état-major (1820-1866) et les cartes ou photos aériennes de l'IGN pour la période actuelle (1950 à aujourd'hui).

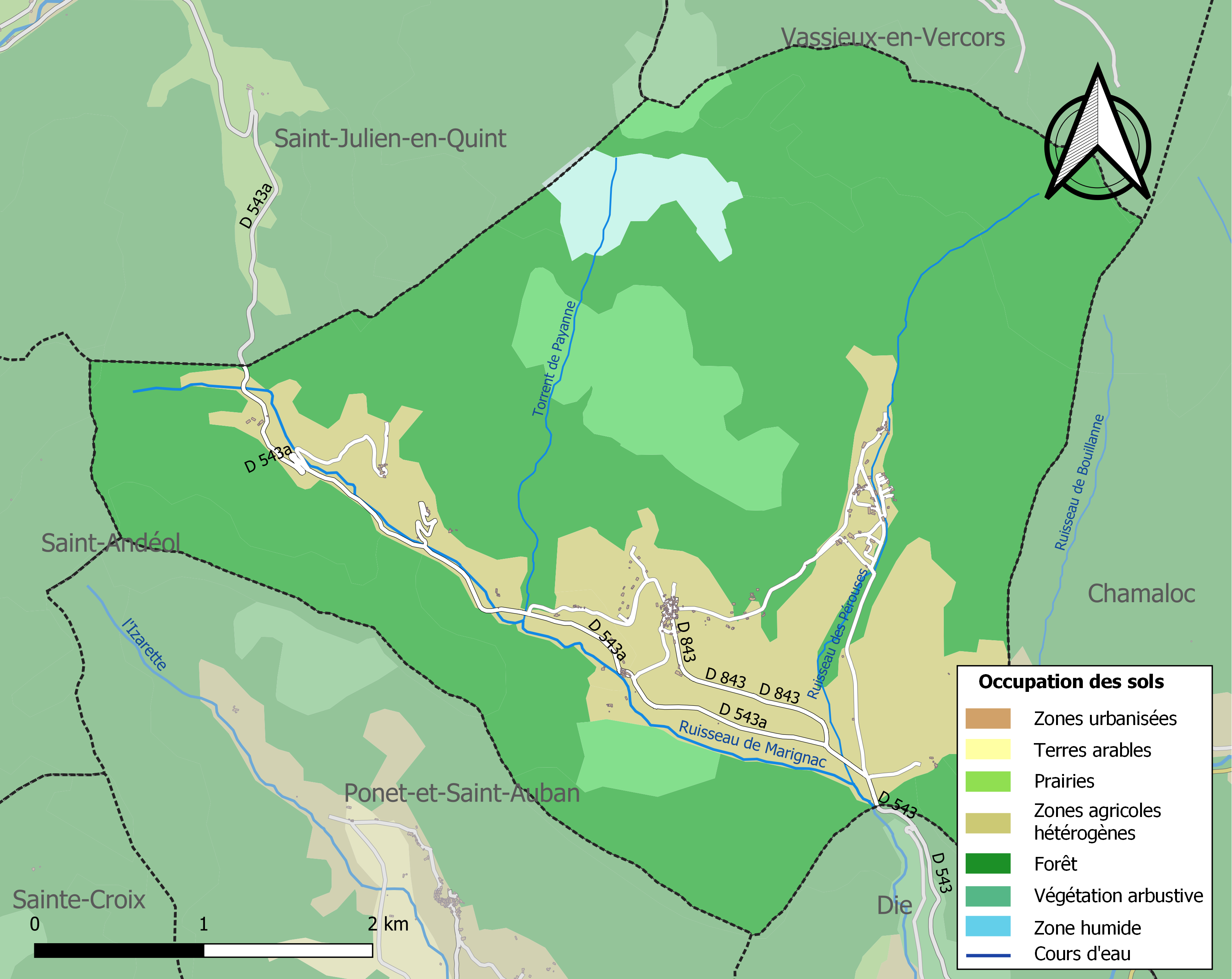
Carte des infrastructures et de l'occupation des sols de la commune en 2018 (CLC).

### Morphologie urbaine
Village ancien homogène.

#### Hameaux et lieux-dits
En 1891, le quartier l'Aiglette est attesté. Il était dénommé l'Aiglotte en 1762 (notaire de Die).

## Toponymie

### Attestations
Dictionnaire topographique du département de la Drôme :
- 1173 : Maliniac (cartulaire de Die, 1).
- 1193 : Marignac (cartulaire de Die, 15).
- 1214 : Malignac (cartulaire de Die, 2).
- XIVe siècle : mention de la paroisse : capella de Marinhaco (pouillé de Die).
- (non daté) : mention de la paroisse : cura de Marignaco (rôle de décimes).
- 1435 : castrum Marinhaci (cartulaire de Die, 16).
- 1509 : mention de l'église paroissiale Saint-Michel : ecclesia parrochialis Sancti Michaelis de Marinhaco (visites épiscopales).
- 1585 : Mayrinac (correspondance de Lesdiguières).
- 1891 : Marignac, commune du canton de Die.

14 mai 1920 : Marignac-en-Diois[réf. nécessaire].

## Histoire
Pour un article plus général, voir Histoire de la Drôme.

### Du Moyen Âge à la Révolution
La seigneurie : la terre était du patrimoine de l'église épiscopale de Die, à qui la possession en fut confirmée en 1178 et en 1214 par les empereurs germaniques. Un partage des biens de cette église en attribua la possession au chapitre cathédral qui fut seigneur de Marignac jusqu'à la Révolution.
Avant 1790, Marignac était une communauté de l'élection de Montélimar, subdélégation de Crest et du bailliage de Die.

Elle formait une paroisse du diocèse de Die dont l'église, dédiée premièrement à saint Michel puis à la sainte Vierge, dépendit de la commanderie de Sainte-Croix jusqu'en 1304, puis du chapitre de Die, qui y prenait la dîme et présentait à la cure.

### De la Révolution à nos jours
En 1790, la commune est comprise dans le canton de Saint-Julien-en-Quint. La réorganistion de l'an VIII (1799-1800) la place dans le canton de Die.

## Politique et administration

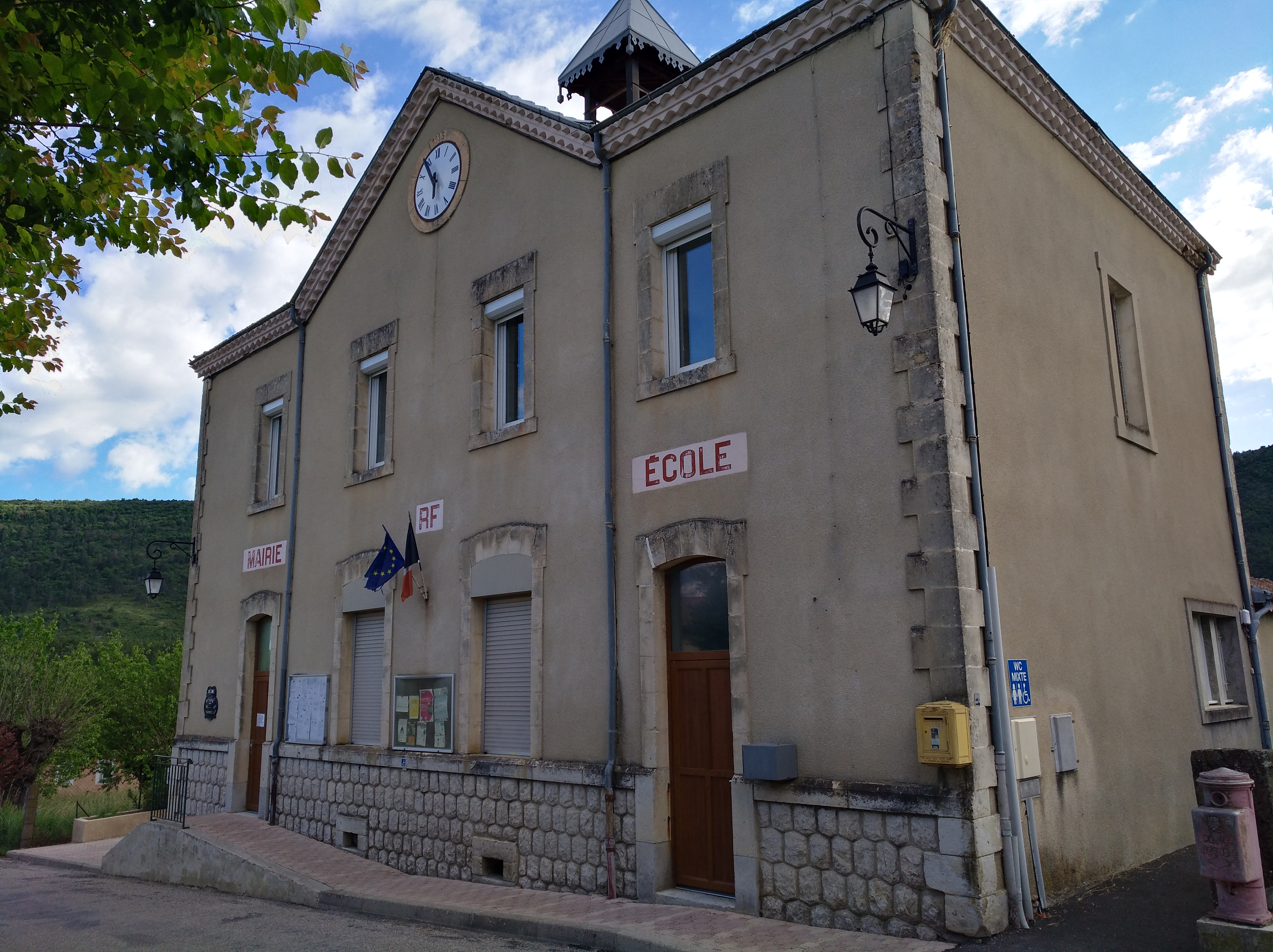
Mairie

### Liste des maires
| Période                                  | Période              | Identité                              | Étiquette | Qualité       |
| ---------------------------------------- | -------------------- | ------------------------------------- | --------- | ------------- |
| Les données manquantes sont à compléter. |                      |                                       |           |               |
| 1871                                     |                      | ?                                     |           |               |
| 1874                                     |                      | ?                                     |           |               |
| 1878                                     |                      | ?                                     |           |               |
| 1884                                     |                      | ?                                     |           |               |
| 1888                                     |                      | ?                                     |           |               |
| 1892                                     |                      | ?                                     |           |               |
| 1896                                     |                      | ?                                     |           |               |
| 1900                                     |                      | ?                                     |           |               |
| 1904                                     |                      | ?                                     |           |               |
| 1908                                     |                      | ?                                     |           |               |
| 1912                                     |                      | ?                                     |           |               |
| 1919                                     |                      | ?                                     |           |               |
| 1925                                     |                      | ?                                     |           |               |
| 1929                                     |                      | ?                                     |           |               |
| 1935                                     |                      | ?                                     |           |               |
| 1945                                     |                      | ?                                     |           |               |
| 1947                                     |                      | ?                                     |           |               |
| 1953                                     |                      | ?                                     |           |               |
| 1959                                     |                      | ?                                     |           |               |
| 1965                                     |                      | ?                                     |           |               |
| 1971                                     |                      | ?                                     |           |               |
| 1977                                     |                      | ?                                     |           |               |
| 1983                                     |                      | ?                                     |           |               |
| 1989                                     |                      | ?                                     |           |               |
| 1995                                     |                      | ?                                     |           |               |
| 2001                                     | 2008                 | Hans Moltrecht                        | PS        |               |
| 2008                                     | 2014                 | Jean-Paul Eymard                      | PCF       | retraité      |
| 2014                                     | 2020                 | Jean-Paul Eymard                      |           | maire sortant |
| 2020                                     | décembre 2021(décès) | Jean-Paul Eymard[source insuffisante] |           | maire sortant |

## Population et société

### Démographie
L'évolution du nombre d'habitants est connue à travers les recensements de la population effectués dans la commune depuis 1793. Pour les communes de moins de 10 000 habitants, une enquête de recensement portant sur toute la population est réalisée tous les cinq ans, les populations de référence des années intermédiaires étant quant à elles estimées par interpolation ou extrapolation. Pour la commune, le premier recensement exhaustif entrant dans le cadre du nouveau dispositif a été réalisé en 2006.

En 2022, la commune comptait 226 habitants, en évolution de +8,65 % par rapport à 2016 (Drôme : +2,64 %, France hors Mayotte : +2,11 %).
| 1793 | 1800 | 1806 | 1821 | 1831 | 1836 | 1841 | 1846 | 1851 |
| ---- | ---- | ---- | ---- | ---- | ---- | ---- | ---- | ---- |
| 347  | 433  | 308  | 324  | 354  | 351  | 365  | 337  | 315  |

| 1856 | 1861 | 1866 | 1872 | 1876 | 1881 | 1886 | 1891 | 1896 |
| ---- | ---- | ---- | ---- | ---- | ---- | ---- | ---- | ---- |
| 325  | 315  | 299  | 290  | 263  | 243  | 252  | 219  | 219  |

| 1901 | 1906 | 1911 | 1921 | 1926 | 1931 | 1936 | 1946 | 1954 |
| ---- | ---- | ---- | ---- | ---- | ---- | ---- | ---- | ---- |
| 211  | 189  | 211  | 167  | 159  | 132  | 128  | 115  | 101  |

| 1962 | 1968 | 1975 | 1982 | 1990 | 1999 | 2006 | 2011 | 2016 |
| ---- | ---- | ---- | ---- | ---- | ---- | ---- | ---- | ---- |
| 84   | 74   | 71   | 78   | 95   | 135  | 159  | 186  | 208  |

| 2021 | 2022 | - | - | - | - | - | - | - |
| ---- | ---- | - | - | - | - | - | - | - |
| 225  | 226  | - | - | - | - | - | - | - |

### Enseignement
La commune relève de l'académie de Grenoble.

### Manifestations culturelles et festivités
Fête : le premier dimanche de mai.

### Médias
Le territoire de la commune se situe dans l'aire de diffusion de plusieurs médias :
- Presse écrite
  - Le Dauphiné libéré, quotidien régional qui consacre, chaque jour, y compris le dimanche, dans son édition de « La vallée de la Drôme » un ou plusieurs articles à l'actualité du canton et de la commune, ainsi que des informations sur les éventuelles manifestations locales, les travaux routiers, et autres événements divers à caractère local.
  - L'Agriculture Drômoise, journal d'informations agricoles et rurales, couvre l'ensemble du département de la Drôme.
  - Drôme Hebdo (ancien Peuple Libre), hebdomadaire chrétien d'informations.
  - Journal du Diois et de la Drôme.
- Presse audio-visuelle
  - France Bleu est une radio publique diffusée sur son territoire.

### Cultes
L'église et la communauté catholique de Marignac-en-Diois sont rattachées à la paroisse Saint-Marcel en Diois, laquelle couvre 37 communes et dépend du Diocèse de Valence.

## Économie

### Agriculture
En 1992 : bois, pâturages (ovins), lavande.

## Culture locale et patrimoine

### Lieux et monuments

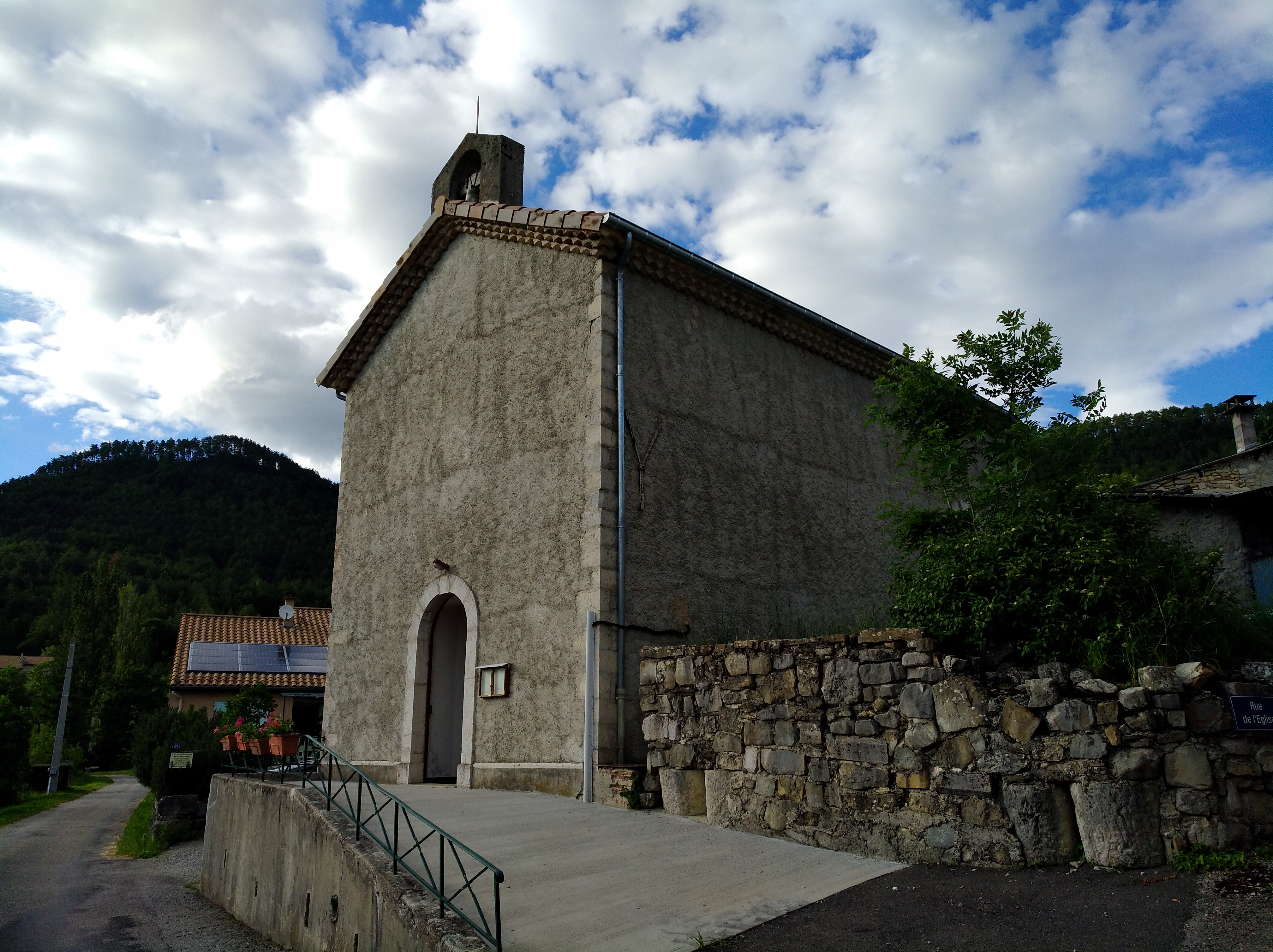
Église Notre-Dame-de-Consolation

- Église Notre-Dame-de-Consolation de Marignac-en-Diois, moderne[1].
- Temple protestant[1].

### Héraldique, logotype et devise
|  | Marignac-en-Diois possède des armoiries dont l'origine et le blasonnement exact ne sont pas disponibles. |